# 唐括定哥
唐括定哥（12世纪？—1154年1月7日），金废帝（海陵王）完颜亮的贵妃，姿色豔美。
唐括定哥初嫁完颜亮的朋友崇义军节度使完颜乌带，已生下几个子女，作风淫乱，完颜亮也曾与唐括定哥通奸。完颜乌带也曾帮助完颜亮篡位。完颜亮在1150年篡位后，遣人利诱唐括定哥说：“自古天子亦有两后者，能杀汝夫以从我乎？”定哥不愿意，完颜亮又威胁她说：“汝不忍杀汝夫，我将族灭汝家。”定哥无奈，将丈夫灌醉后杀死。完颜亮知道完颜乌带死，诈为哀伤，葬了乌带，即纳定哥宫中为娘子。贞元元年（1153年），封她为贵妃。
完颜亮嬖宠愈多，定哥失宠。一日独居楼上，完颜亮与其他妃嫔同辇从楼下过，定哥望见，号呼求去，大骂完颜亮，完颜亮不理，扬长而去。唐括定哥寂寞难耐，遂以计将以前有染的家奴阎乞儿运进皇宫通姦。侍女贵哥告知完颜亮此事，完颜亮将唐括定哥赐死，处死阎乞儿及往来传递消息的比丘尼三人，封贵哥为莘国夫人。 